# Pressiat
Pressiat è un comune francese soppresso e frazione del dipartimento dell'Ain della regione dell'Alvernia-Rodano-Alpi. Dal 1º gennaio 2016 si è fuso con il comune di Treffort-Cuisiat per formare il nuovo comune di Val-Revermont.

## Società

### Evoluzione demografica
Abitanti censiti